# Aega ecarinata
Aega ecarinata är en kräftdjursart som beskrevs av Richardson 1898. Aega ecarinata ingår i släktet Aega och familjen Aegidae.
Artens utbredningsområde är Mexikanska golfen. Inga underarter finns listade i Catalogue of Life.